# Ophioglossum reticulatum
Ophioglossum reticulatum är en låsbräkenväxtart som beskrevs av Carl von Linné. Ophioglossum reticulatum ingår i släktet ormtungor, och familjen låsbräkenväxter.

## Underarter
Arten delas in i följande underarter:
- O. r. complicatum
- O. r. dilatatum